# Norman Atlantic (Schiff, 2009)
Die Norman Atlantic war ein italienisches RoPax-Schiff, das am 28. Dezember 2014 auf dem Weg von Igoumenitsa nach Ancona havarierte. Unter den 499 Personen auf dem Schiff (Passagiere und 56 Besatzungsmitglieder) gab es dabei mindestens 14 Todesopfer.

## Technik
Die Norman Atlantic gehört zu einer relativ großen Gruppe ähnlicher RoPax-Schiffe, die nach einem Grunddesign der NAOS-Projektierungsgesellschaft durch die Visentini-Werft im Baukastensystem gebaut wurden. Der Rumpf dieser Schiffe hat eine speziell entwickelte Form, die hohe Geschwindigkeiten bei geringem Treibstoffverbrauch ermöglicht. Das zwar gedeckte, aber seitlich und hinten offene Lkw-Hauptdeck geht bei diesem Schiffstyp durch den gesamten Aufbau. Der Antrieb erfolgt durch zwei auf Deck 3 angeordnete MAN-Dieselmotoren, die über ein Umlenkgetriebe auf die tiefer liegenden Schraubenwellen wirken. Dies ermöglicht eine günstige Raumaufteilung in den Laderäumen. Bei der P270-Klasse wurden zwei geschlossene Laderäume und ein offenes Deck für Lkw sowie zwei niedrigere Abteilungen für Pkw realisiert. Insgesamt stehen somit 2290 Spurmeter für Lkw und Stellplätze für bis zu 205 Pkw zur Verfügung. Die Be- und Entladung erfolgt bei der Norman Atlantic über zwei Heckrampen mit bis zu 5 Metern Breite, was teilweise eine gleichzeitige Be- und Entladung erlaubt. Die geschlossenen Decks sind mit den üblichen Feuerschutzeinrichtungen ausgerüstet. Die Rettungsmittel bestehen aus zwei geschlossenen Rettungsbooten mit einer Kapazität von je 150 Personen und acht Rettungsinseln, die vom Hauptdeck aus zugänglich sind sowie zwei Fast Rescue Craft (die für Mann-über-Bord-Manöver gedacht sind) auf dem Brückendeck.

## Geschichte

### Bau und Betrieb
Die Norman Atlantic wurde in Porto Viro/Italien als drittes Schiff der Fähren-Baureihe NAOS P270 gebaut (Schwesterschiffe sind Livia und Scottish Viking). Die Kiellegung fand am 19. Dezember 2006 statt, die Fertigstellung des Schiffes erfolgte am 21. September 2009.
Das Schiff sollte am 2. November 2009 an Epic Shipping (London) abgeliefert werden. Dies kam allerdings nicht zustande, stattdessen wurde das Schiff als Akeman Street am 13. November 2009 an Visemar RoRo, eine zur Visentini-Firmengruppe der Bauwerft gehörende Gesellschaft, abgeliefert. Anschließend wurde es zunächst in Triest aufgelegt. Am 24. Februar 2010 wurde das Schiff nach Termini Imerese verholt und zum 26. Februar des Jahres an T-Link verchartert. T-Link setzte das Schiff bis zum 30. April 2011 auf der Route Termini Imerese–Voltri ein. Im Juni 2011 wurde das Schiff an die Saremar verchartert und in Scintu umbenannt. Ab Januar 2013 charterte Grande Navi Veloci das Schiff für den Betrieb zwischen Genua und Palermo. Ab April charterte Moby Lines das Schiff und setzte es zwischen Livorno und Olbia ein. Seit November 2013 fuhr das Schiff für LD Lines zwischen St. Nazaire und Gijón. Im Januar erfolgte die Umbenennung in Norman Atlantic. Bis September 2014 setzte LD Lines das Schiff zwischen Rosslare und Gijón beziehungsweise St. Nazaire ein. Ab September 2014 charterte Caronte & Tourist das Schiff und bediente damit die Route zwischen Messina und Salerno. Danach charterte ANEK Lines das Schiff im Dezember 2014 als Überbrückung bis zum Einsatz der eigenen Hellenic Spirit auf der Route Patras – Igoumenitsa – Ancona.
Die Klassifikationsgesellschaft Registro Italiano Navale hatte zuletzt am 1. September 2014 eine Sicherheitszertifizierung erteilt. Am 19. Dezember wurde durch die Hafenbehörde von Patras eine Inspektion durchgeführt und dabei Mängel festgestellt, für deren Behebung eine zweimonatige Frist gesetzt wurde. Die Liste umfasste unvollständige Notfalldokumentation, Notfallbeleuchtung sowie Fehlfunktionen an Feuerschutztüren und Schotten. Laut Angaben des Eigners wurden die Mängel umgehend behoben.

### Havarie 2014

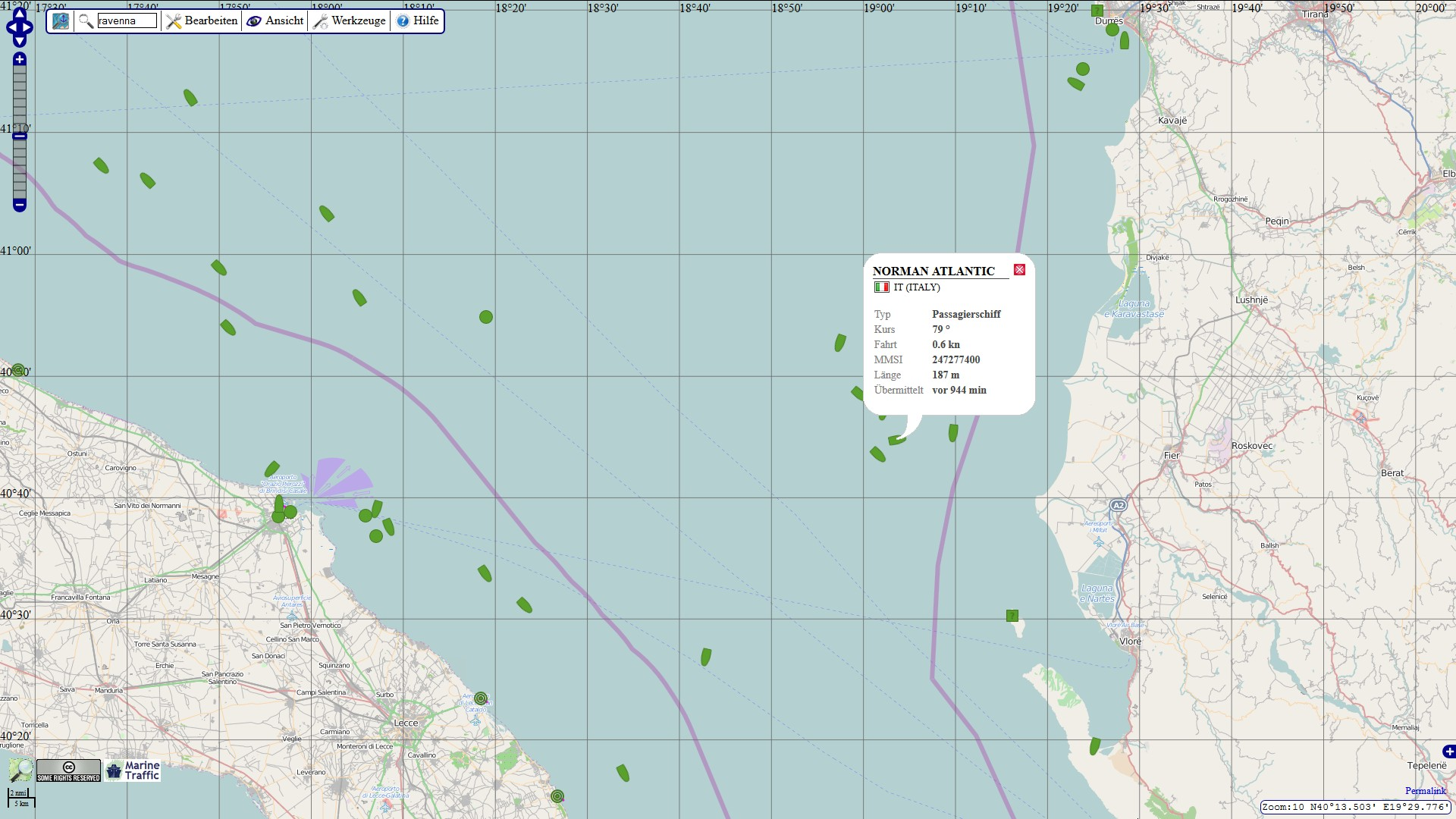
AIS-Position am 28. Dezember 2014

Route der Norman Atlantic

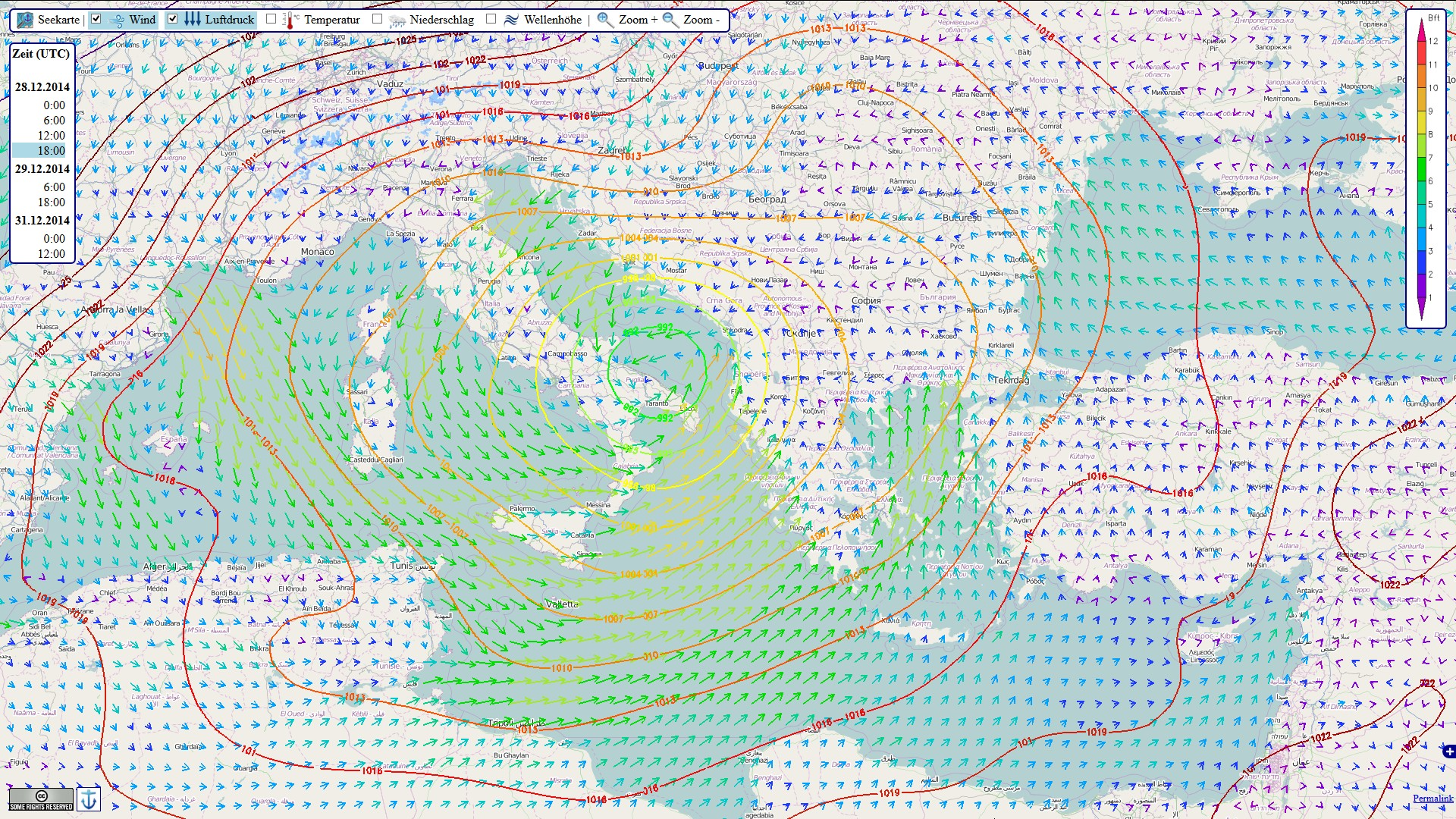
Wettersituation am 28. Dezember 2014

Am 28. Dezember 2014 havarierte das Schiff. Die Fähre war von Patras über Igoumenitsa nach Ancona mit 443 Passagieren (inklusive blinder Passagiere) und 56 Besatzungsmitgliedern unterwegs. Die meisten Passagiere waren Lkw-Fahrer. Es waren ferner auch Familien mit Kindern an Bord. An Bord befanden sich 222 Fahrzeuge, darunter auch mehrere mit Olivenöl beladene Tanklaster. Auf den Autodecks befanden sich offenbar auch Flüchtlinge, die als blinde Passagiere reisten. Gegen 3 Uhr früh brach auf einem der Decks ein Feuer aus. 33 Seemeilen vor dem griechischen Othoni sendete die Norman Atlantic ein GMDSS-Notsignal.
Die vom Maritime Rescue Coordination Centre (MRCC) Rom der italienischen Küstenwache koordinierte Evakuierung des Schiffs gestaltete sich wegen des Wellenganges bei Windstärke 10, Wellenhöhe 7 bis 8 und Rauch schwierig. Fünf Hubschrauber und ein Transportflugzeug vom Typ Lockheed C-130 wurden zur Rettung der Passagiere geschickt, gab der griechische Minister für öffentliche Ordnung und Bürgerschutz Nikos Dendias an. Die Fähre Cruise Europa, das Containerschiff Spirit of Piraeus und weitere Schiffe, die sich in der Nähe befanden, beteiligten sich an der Rettungsaktion. Zusätzlich lief ein griechisches Feuerlöschboot aus. An der Rettungsaktion waren die griechische, italienische und albanische Küstenwache sowie griechisches und italienisches Militär beteiligt; unter anderem war das amphibische Landungsschiff San Giorgio (L9892) der italienischen Marine als Operationsplattform für Hubschrauber im Einsatz, der von AW-101 Marinehubschraubern des 1º Gruppo Elicotteri aus Sarzana-Luni durchgeführt wurde. Weiterhin waren mehrere Super-Puma-Hubschrauber der griechischen Luftstreitkräfte sowie der Guardia Costiera beteiligt.
Gegen 8 Uhr morgens des Unglückstags waren etwa 55 Menschen vor allem auf die Spirit of Piraeus gebracht worden. Weitere 150 saßen in Rettungsbooten, berichteten griechische Medien. An Deck waren die Menschen von Unterkühlung durch Regen und Hagel betroffen. Sie litten unter dem Rauch. Berichtet wurde auch von überhitzten Decks, die die Schuhsohlen zum Schmelzen brachten. Ein Mann, der vier Stunden im Wasser verbracht hatte, wurde zusammen mit einem verletzten Helfer nach Italien gebracht. Er verstarb.
Bis zum Morgen des folgenden Tags, also über 24 Stunden später, konnten 221 von ursprünglich 499 Menschen an Bord des Schiffes gerettet werden. Unklar war, was mit einigen Rettungsbooten und den Menschen darin geschehen war. Das Feuer auf der Fähre wurde bis auf einige kleinere Brandherde, die auch mehrere Tage nach dem Unglück noch aktiv waren, durch die Besatzung gelöscht. Auf das Schiff waren Ärzte gebracht worden, um die verbliebenen Passagiere zu betreuen. Das Schiff wurde von Schleppern in Schlepp genommen; allerdings brach die Schlepptrosse mehrmals. Bei den Schleppversuchen kamen durch einen Unfall zwei albanische Seeleute auf einem der Schlepper ums Leben. Um 13:27 Uhr MEZ war das Schiff evakuiert, es waren 407 Passagiere in Sicherheit gebracht worden.
Insgesamt wurden 427 Personen gerettet. Der Kapitän Argilio Giacomazzi verließ als letzter die Fähre, nachdem er sie an die italienische Marine übergeben hatte. Die Anzahl regulärer Passagiere und Besatzungsmitglieder war zunächst unklar; ANEK Lines teilte am Abend des 29. Dezember 2014 mit, drei Personen auf der Passagierliste seien letztendlich nicht an Bord gegangen, während die Ehefrau eines Besatzungsmitgliedes an Bord war, ohne auf der ursprünglichen Passagierliste zu stehen; ferner sei ein Besatzungsmitglied vor dem Auslaufen nicht vom Landgang zurückgekehrt. Dies reduziere die Anzahl der Personen an Bord laut Passagierlisten von 478 auf 475. Unter den Geretteten waren jedoch auch mehrere Flüchtlinge als blinde Passagiere, so dass die Gesamtzahl der Passagiere mindestens 499 betrug. Es wird vermutet, dass weitere blinde Passagiere im Laderaum ums Leben gekommen sind.
Passagiere berichteten, dass die Besatzung kaum bei der Rettung geholfen habe, und warfen ihr vor, mit als erste in das einzige Rettungsboot gestiegen zu sein. Die Reederei und der Kapitän widersprachen dieser Darstellung.

### Opfer
Bei der Havarie kamen mindestens elf Personen ums Leben, darunter zwei aus Deutschland. Hinzu kommen zwei albanische Seeleute, die bei einem Unfall während der Schleppversuche getötet wurden. Es wurden nach Angaben der Staatsanwaltschaft Bari noch 19 Personen vermisst, zuzüglich etwaiger blinder Passagiere.

### Untersuchung der Unglücksursache

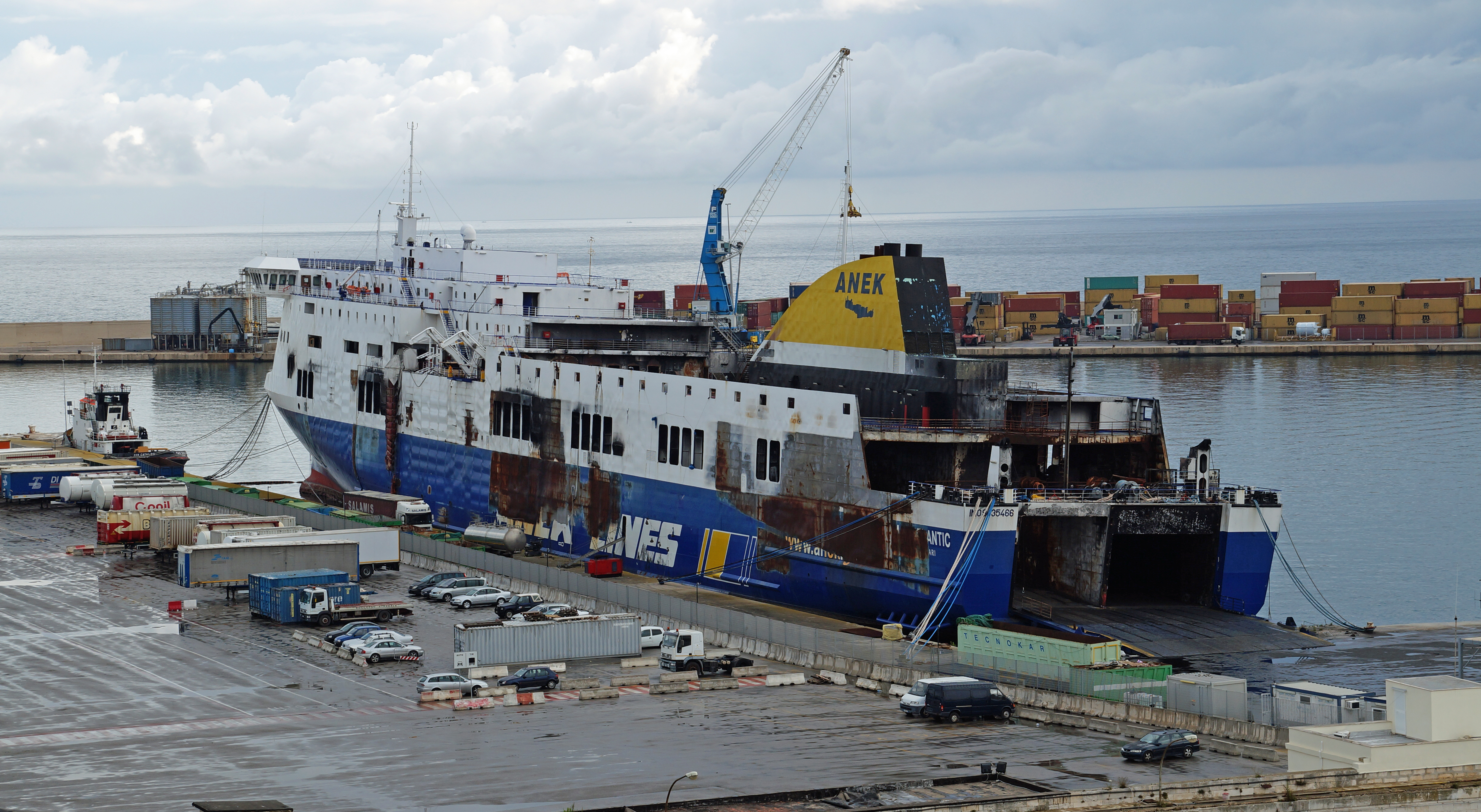
Die ausgebrannte Norman Atlantic im Hafen von Bari im Mai 2016

Am 29. Dezember beschlagnahmte die zuständige Staatsanwaltschaft Bari das (unter italienischer Flagge fahrende) Schiff und eröffnete Strafverfahren gegen den Schiffseigner Visemar RoRo und den Kapitän wegen fahrlässiger Körperverletzung, fahrlässiger Tötung sowie Schiffbruchs (letzteres ist in Italien ein eigener Straftatbestand). Auch in Griechenland wurde ein Strafverfahren eingeleitet: die Voruntersuchung der Staatsanwaltschaft Piräus bezieht sich auf den Verdacht der Störung der Schifffahrt, die zu einer Gefährdung von Menschen führen könnte, und auf Brandstiftung. Nachdem bekannt wurde, dass auch Deutsche unter den Opfern sind, nahm die Bundesstelle für Seeunfalluntersuchung Untersuchungen auf.
Am Abend des 2. Januar 2015 wurde eine kleinere Black Box des Schiffes von den italienischen Behörden geborgen, am Abend des 4. Januar 2015 eine größere, die jedoch durch das Feuer beschädigt war. Die Untersuchungen des Schiffsrumpfes wurden auch mehr als eine Woche nach Ausbruch des Brandes von schwer zu löschenden Brandherden im Schiffsinneren behindert. Erst am 10. Januar wurde der Brand endgültig als gelöscht gemeldet, so dass das Schiffsinnere nun untersucht werden kann. Bis zum 20. Januar wurden jedoch keine weiteren Opfer gefunden; der Brand soll sich auf die oberen Decks 3 und 4 konzentriert haben. Ende Januar erklärte die Staatsanwaltschaft, dass die Feuerlöschanlagen des Schiffes möglicherweise nur teilweise funktionsfähig waren, da die Ansaugöffnungen am Schiffsrumpf stark durch Muschelverkrustungen verstopft waren. Am 11. Februar wurde bekannt, dass beide VDR-Systeme („Black Box“) des Schiffes beim Brand stark beschädigt wurden und bisher nicht ausgelesen werden konnten.
Am 14. Februar wurde das Wrack nach längeren Vorbereitungen nach Bari geschleppt, wo die weiteren Untersuchungen zur Unglücksursache stattfanden. Im Juni und Juli wurden mehrere Ortstermine durchgeführt, endgültige Feststellungen wurden jedoch noch nicht getroffen. Laut Berichten der italienischen und griechischen Presse soll das Sprinklersystem auf dem betroffenen Fahrzeugdeck nicht funktioniert haben; nach der Aktivierung meldete die Mannschaft der Brücke, aus dem sogenannten „Drencher“ komme Rauch statt Wasser. Dies werde durch Auswertungen der mittlerweile ausgelesenen Aufzeichnungsgeräte belegt. Im Oktober 2015 tauchten Teile der mittlerweile ausgewerteten Aufnahmen der Audiorecorder auf. Die Entladungsarbeiten auf den oberen Decks 3 und 4 wurden Anfang 2016 abgeschlossen; die meisten Fahrzeuge konnten aufgrund ihres Zustandes wohl nicht identifiziert werden. Die unteren Decks sollten ab Ende März 2016 entladen werden.
In einem Vortrag erwähnt die italienische Untersuchungsbehörde Digifema für Schiffs- und Eisenbahnunfälle, dass offenbar der für die Sprinkleranlagen zuständige Offizier die Sprinklerventile für das falsche Fahrzeugdeck geöffnet habe, jedenfalls wurden nach dem Unglück die Ventile für Deck 3 und nicht für Deck 4 geöffnet gefunden. Weiterhin kritisiert die Behörde die offene Bauweise der Bauserie, die Brände auf dem offenen Fahrzeugdeck begünstige. Ebenfalls wird die Zusammensetzung der Mannschaft aus Mitgliedern zweier Firmen kritisiert (der Vercharterer stellte Schiffsleitung, Maschinenpersonal sowie die maritime Decksbesatzung, für die kommerzielle Vermarktung inkl. des Verlaschens und elektrischen Anschließens der Lkw war der Charterer selbst zuständig). Es werden auch Änderungen für die Anforderungen an Rettungsmittel vorgeschlagen, die ungünstige Wetterbedingungen stärker berücksichtigen.
Deutschland stellte die Zusammenarbeit bei der Unfallaufklärung mit Italien im Dezember 2015 ein, nachdem die Bundesstelle für Seeunfalluntersuchung von italienischen Staatsanwaltschaften an einer korrekten Untersuchung gehindert wurde, da in Italien die Untersuchungen der Staatsanwaltschaft Vorrang vor den in- und ausländischen Seeunfalluntersuchungsstellen genössen.
Im Februar 2017 wurde ein Untersuchungsbericht vorgelegt. Demnach ist der Brand auf menschliches Versagen zurückzuführen. Kritisiert wurde die unbedachte Beladung der Fähre, der Anschluss der Kühllaster an die Stromversorgung des Schiffs durch unausgebildetes Personal und eine zögerliche Reaktion auf die ersten Anzeichen von Rauch. Die Schiffsbesatzung habe „chaotisch“ und nicht nach einfachen Rettungsvorschriften reagiert, als das Feuer ausgebrochen sei.
Ende März 2017 fand die erste Anhörung zu den Ergebnissen der Untersuchung der Staatsanwaltschaft statt. Dabei wurde nach Angaben der Vertreter der Geschädigten unter anderem bekannt, dass 60 Fahrzeuge mit Kühlgeräten an Bord waren, obwohl es nur 40 Stromversorgungen für solche Fahrzeuge gab. Es ist deshalb sehr wahrscheinlich, dass verbotenerweise während der Fahrt einige Hilfsmotoren in Betrieb waren. Wenige Tage vor dem Unglück beklagte sich die Besatzung in einer Mailkorrespondenz zwischen Kapitän, Reeder und Charterer über diesen Umstand. Weiterhin waren offenbar Fluchtwege mit Fahrzeugen zugestellt, was die schnelle Lokalisierung des Brandherdes erschwert habe.

### Bergung des Schiffes
Die Reederei beauftragte das niederländische Unternehmen SMIT mit der Bergung des havarierten Schiffes. Bereits am Abend des 29. Dezember wurden die ersten Spezialisten auf die havarierte Fähre gebracht. Das Schiff wurde nach einem Zwangsaufenthalt vor der albanischen Küste wegen schlechter Wetterbedingungen in den italienischen Hafen Brindisi geschleppt, wo es am 2. Januar 2015 eintraf, um dort von italienischen Ermittlern untersucht zu werden. Später wurde das Schiff nach Bari geschleppt. Im Juni 2018 wurde das Schiff im Hafen an einen anderen Liegeplatz verlegt. Nach Abschluss der Untersuchungen verließ das Wrack am 12. Juli 2019 Bari im Schlepp der Ionion Pelagos. Am 18. Juli 2019 traf es in Aliaga zum Abbruch ein.

## In den Medien
Das Unglück wird in der 2. Staffel der amerikanischen Doku-Serie In Seenot in der Folge „Tödliche Flammen“ (Original: „Disasters at Sea“, „Fire Fight“) thematisiert.